# Tropisternus columbianus
Tropisternus columbianus är en skalbaggsart som beskrevs av Brown 1931. Tropisternus columbianus ingår i släktet Tropisternus och familjen palpbaggar. Inga underarter finns listade i Catalogue of Life.